# 경주 지씨
경주 지씨(慶州 池氏)는 경상북도 경주시를 본관으로 하는 한국의 성씨이다. 시조는 고려 초기 문성공 지원부(池元夫)이고, 고려 말기의 무신 지용도(池龍圖)를 중시조로 한다. 지용도는 1364년(공민왕 12) 최유(崔濡)의 반란군이 의주(義州)를 포위하였을 때 동생 지용수(龍壽)와 함께 이를 물리쳐 경주부원군(慶州府院君)에 봉해졌다.

## 역사
경주 지씨(慶州 池氏)는 고려 초기 문성공 지원부(池元夫)를 시조로 한다. 지원부(池元夫)로부터 충무공 지용수의 조부 지원부까지의 약 300~400년의 상계는 정확한 문헌 없어 고증하기가 어렵다.
중시조는 충의공 지용도(池龍圖)이다. 지용도는 서북면(西北面) 상원수(上元帥)로 거제(巨濟) 고성(固城)에 처들어온 왜적(倭賊)을 격퇴하고 1356년 금병(金兵)의 침입을 최영(崔瑩), 이성계(李成桂)와 함께 나아가 크게 격파하였다. 공민왕 7년에 내사시(內史寺) 문하평장사(門下平章事)겸 이부랑(吏部郞) 판혜덕부사(判惠德府事)가 되었고, 1364년 역적 최유(崔濡)가 요동으로부터 압록강(鴨綠江)을 건너와 의주(義州)를 포위하니 아우 충무공(忠武公) 지용수(池龍壽)와 함께 나아가 물리쳤으며 경주부원군(慶州府院君)에 봉해져 후손들이 경주를 본관으로 하였다.

## 분파
- 충무공파(忠武公派) - 지용수
- 충의공파(忠義公派) - 지용도
- 감찰공파(監察公派) - 지용현

## 인물
- 지용수(池龍壽) : 고려 후기 무신. 충목왕 때 현릉직(顯陵直)으로 시작해 공민왕 때는 안우(安祐) 등과 함께 홍건적(紅巾賊)을 격퇴했으며, 홍건적에게 일시 함락된 서울(개경)을 수복해 1등공신이 되었다. 판전객시사(判典客寺事)·전공판서(典工判書)에 이르러 규의선력공신(揆義宣力功臣)의 호를 받았다. 그 해에 덕흥군(德興君)혜(譓)가 원나라에 의해 고려왕에 임명되어 입국한다는 소식이 있자, 전공판서로서 서북면도순문사가 되어 용주(龍州 : 지금의 평안북도 용천)에 주둔했다가, 덕흥군이 물러간 뒤 추성규의선력공신(推誠揆義宣力功臣)의 호를 받았으며 동지밀직사사(同知密直司事)에 이르렀다. 지위가 차차 올라가 1365년에 밀직사·지도첨의상원수(知都僉議上元帥)가 되고 이듬해에는 첨의평리(僉議評理)가 되고 지문하성사(知門下省事)가 되었으며, 이어 서북면상원수 겸 평양윤이 되었다. 1370년 원나라에서 평장사(平章事)를 지낸 기새인티무르(奇賽因帖木兒)가 원이 망하자 요심관리평장(遼瀋官吏平章) 김백안(金伯顔) 등과 더불어 동녕부(東寧府)에 웅거하였다. 그런데 자기 아버지 기철(奇轍)을 죽인 것에 감정을 품고 있었으므로, 부원수 양백안(楊伯顔), 안주상만호 임견미(林堅味), 이성계(李成桂) 등과 함께 공격하였다. 이 때 시중 이인임(李仁任)은 도통사로 안주에 진을 치고 군사가 의주에 이르러 만호 정원비(鄭元庇)·최혁성(崔奕成)·김용진(金用珍) 등에게 압록강에 부교를 설치하게 해 모두 3일 만에 도하를 끝냈다. 이 전투의 결과로 동녕부를 회복하고 북원(北元)과 국교를 단절하게 되었다.[1]

- 지정(池淨) : 본래 이름은 지봉원이며, 자는 희용(希容), 호는 우송당(友松堂)이다. 충의공 지용도(龍圖)의 후손이며 우의정을 지낸 정분(鄭苯)의 조카이다. 1444년(세종26)에 삼군진무(三軍鎭撫)로서 경상도선위관에 가서 왜구의 침입으로 어수선해진 민심을 진정시켰으며 지태안군사(知泰安郡事)를 지냈다. 그 후 중앙으로 돌아와 판사복시사(判司僕寺事)를 거쳐 첨지중추부사가 되면서 정평도호부사(定平都護府使)를 겸직하였다. 1453년(단종1)에 충청도 병마절도사에 제수되어 부임을 기다리던 중에 계유정난이 일어나면서 수양대군(首陽大君)일파에 의하여 “안평대군(安平大君)과 반역을 도모하였다.”고 논죄되어 전라도 영암에 위리안치(圍籬安置)되었다가, 그해 조수량(趙遂良)·안완경(安完慶)·이양(李穰)·민신(閔伸) 등과 함께 교살되었다.[2]

- 지홍문(池弘文) : 한말(韓末)의 의병장(義兵將). 강화진위대 부교(江華鎭衛隊副校)로 있다가 1907년 군대 해산령이 내리자 의병을 일으켜 강화 갑곶(甲串)에서 일본군 1개 중대를 격멸했으나, 강화가 함락되자 서해(西海)로 가서 비밀히 민병(民兵)을 모집하며 재기를 계획하다가 현상금을 탐낸 자의 밀고로 잡혀 순국했다.

- 지하영(池霞榮, 1895년 ~ 1920년) : 독립운동가. 일명 홍구(洪球). 평안북도 정주 출신. 1914년 간도로 망명하여 흥경현(興京縣) 왕청문(汪淸門)의 삼성학교(三成學校) 교감으로 재직하며 민족교육에 진력하는 한편, 한족회(韓族會)에서 활동하였다. 1920년 의용단을 조직하여 항일운동을 하던 중, 일본군의 만주출병과 재만한인 대학살사건 때 최형구(崔亨球)·한진석(韓晉錫) 등 20여 명과 함께 체포되어 왕청문 가배산(家輩山)에서 일본군에게 피살되었다. 1963년 대통령표창, 1991년 애국장이 추서되었다.